# Joyride
Joyride (en español: "Paseo divertido") es el tercer álbum de estudio de la banda sueca Roxette, lanzado el 28 de marzo de 1991 por el sello discográfico EMI. Es uno de los álbumes emblemáticos del pop de los años 90. El disco se situó como la placa discográfica más vendida del dúo sueco con 11 millones de copias, según reseña el sitio Best selling albums, superando a Look Sharp! que registro ventas por 10 millones de copias.

## Ventas y ranking
Según Universal Music Publishing Group el dúo sueco integrado por Marie Fredriksson y Per Gessle, logró vender 11 millones de copias por esta placa, siendo el duodécimo disco más vendido del año 1991. Con respecto a la década de los 90's las ventas lo colocan en la posición #89. Mientras que se constituye en la ubicación #225 de los discos más vendedores de todos los tiempos. En Alemania fue donde más vendió el álbum con 1 700 000 copias. En el chart alemán el disco llegó al #1 y se mantuvo en esa posición por 13 semanas.
En Estados Unidos, el álbum llegó a la posición #12 y se mantuvo en la lista Billboard Top 200 por más de un año. Certificó ventas por 1 millón de placas, siendo el segundo país en donde más vendió. Cuatro de los cinco sencillos promocionales de este álbum ingresaron al Billboard Hot 100: Joyride escaló hasta el #1, posición a la que llegó el 11 de mayo de 1991; fading like a flower llegó hasta el #2; Spending my time logró alcanzar la posición #32 y Church of your heart trepo hasta el #36.
El álbum logró ventas enormes en países como Suiza (16 semanas en el #1). En el Reino Unido llegó al puesto #2 y fue certificado dos veces como disco de platino por sus 700 000 unidades vendidas.  En Canadá fue certificado 5 veces platino, y en su país de origen, Suecia, 7 veces platino.
En países como Argentina la placa superó las 400 000 copias, logrando así el récord de ser el álbum en inglés más vendido en la historia de la música hasta ese momento (1992) (superando a estrellas como The Beatles o ABBA), éxito que se vio reflejado en los cuatro conciertos a lleno total que Roxette dio en ese país durante su gira Join the Joyride. Por estas ventas certificaron séxtuple de platino.

## Premios y nominaciones
Gracias a este álbum, Roxette recibió un premio MTV en la categoría Mejor Videoclip, por el sencillo que da título al álbum, «Joyride».
En Suecia ganaron en las categorías a Mejor Álbum, y Grupo del Año. Hecho que se repitió en los Music Awards de Australia, donde ganaron en la categoría Grupo del Año, además de recibir una nominación a Mejor videoclip por el sencillo The Big L.
En Alemania fueron nominados a los premios ECHO, por Grupo del Año, perdiendo ante los legendarios Scorpions. Con el tiempo, los premios ECHO separaron categorías para artistas nacionales e internacionales, pero cuando Roxette fue nominado, existía la misma categoría para todos los grupos. De todos modos, Joyride había sido el segundo álbum más vendido ese año en Alemania, con ventas por más de 1 700 000, sólo un poco menos que Michael Jackson con Dangerous (2 000 000).

## Lista de canciones
Todas las canciones escritas y compuestas por Per Gessle, excepto en las que se indican. 
| Joyride - Lanzamiento original en vinilo de 12" en 1991; relanzamiento del 30 aniversario en vinilo de 12" en 2021 |                                               |          |  |
| N.º | Título                                        | Duración |  |
| 1. | «Joyride»                                     |          |  |
| 2. | «Hotblooded»                                  |          |  |
| 3. | «Fading Like a Flower (Every Time You Leave)» |          |  |
| 4. | «Knockin' on Every Door»                      |          |  |
| 5. | «Spending My Time»                            |          |  |
| 6. | «Watercolours in the Rain»                    |          |  |
| 7. | «The Big L.»                                  |          |  |
| 8. | «(Do You Get) Excited?»                       |          |  |
| 9. | «Small Talk»                                  |          |  |
| 10. | «Physical Fascination»                        |          |  |
| 11. | «Things Will Never Be the Same»               |          |  |
| 12. | «Perfect Day»                                 |          |  |

| Joyride - Lanzamiento original en CD el 28 de marzo de 1991 en Europa |                                                                             |                                |          |  |
| N.º                                                                   | Título                                                                      | Música                         | Duración |  |
| 1.                                                                    | «Joyride»                                                                   |                                | 4:24     |  |
| 2.                                                                    | «Hotblooded»                                                                | Marie Fredriksson y Per Gessle | 3:18     |  |
| 3.                                                                    | «Fading Like a Flower (Every Time You Leave)»                               |                                | 3:52     |  |
| 4.                                                                    | «Knockin' On Every Door»                                                    |                                | 3:56     |  |
| 5.                                                                    | «Spending My Time»                                                          | Mats Persson y Per Gessle      | 4:36     |  |
| 6.                                                                    | «I Remember You»                                                            |                                | 3:54     |  |
| 7.                                                                    | «Watercolours In The Rain»                                                  | Marie Fredriksson              | 3:40     |  |
| 8.                                                                    | «The Big L.»                                                                |                                | 4:26     |  |
| 9.                                                                    | «Soul Deep» (grabado originalmente en 1987; regrabado en 1991 para Joyride) |                                | 3:34     |  |
| 10.                                                                   | «(Do You Get) Excited?»                                                     | Matt Persson y Per Gessle      | 4:16     |  |
| 11.                                                                   | «Church Of Your Heart»                                                      |                                | 3:16     |  |
| 12.                                                                   | «Small Talk»                                                                |                                | 3:53     |  |
| 13.                                                                   | «Physical Fascination»                                                      |                                | 3:27     |  |
| 14.                                                                   | «Things Will Never Be The Same»                                             |                                | 4:26     |  |
| 15.                                                                   | «Perfect Day»                                                               | Matt Persson y Per Gessle      | 4:05     |  |
| 59:03                                                                 |                                                                             |                                |          |  |

| Joyride - Lanzamiento en CD para Estados Unidos y Canadá |                                               |          |  |
| N.º                                                      | Título                                        | Duración |  |
| 1.                                                       | «Joyride»                                     | 4:26     |  |
| 2.                                                       | «Hotblooded»                                  | 3:20     |  |
| 3.                                                       | «Fading Like a Flower (Every Time You Leave)» | 3:55     |  |
| 4.                                                       | «Knockin' On Every Door»                      | 3:58     |  |
| 5.                                                       | «Spending My Time»                            | 4:38     |  |
| 6.                                                       | «Soul Deep»                                   | 3:37     |  |
| 7.                                                       | «Watercolours In The Rain»                    | 3:43     |  |
| 8.                                                       | «The Big L.»                                  | 4:28     |  |
| 9.                                                       | «(Do You Get) Excited?»                       | 4:19     |  |
| 10.                                                      | «Church Of Your Heart»                        | 3:18     |  |
| 11.                                                      | «Small Talk»                                  | 3:56     |  |
| 12.                                                      | «Physical Fascination»                        | 3:30     |  |
| 13.                                                      | «Things Will Never Be The Same»               | 4:28     |  |
| 14.                                                      | «Perfect Day»                                 | 4:05     |  |
| 55:17                                                    |                                               |          |  |

| Joyride - Relanzamiento en CD en 2009 (incluye 3 canciones extra) |                                                                    |          |  |
| N.º                                                               | Título                                                             | Duración |  |
| 16.                                                               | «The Sweet Hello, The Sad Goodbye» (outtake from "Joyride" - 1991) | 4:49     |  |
| 17.                                                               | «Love Spins» (T & A Demo - Jan 3, 1990)                            | 3:28     |  |
| 18.                                                               | «Seduce Me» (T & A Demo - Aug 22, 1990)                            | 3:53     |  |

| Joyride - Relanzamiento en iTunes en 2009 (incluye 3 canciones extra) |                                                                     |          |  |
| N.º                                                                   | Título                                                              | Duración |  |
| 16.                                                                   | «Come Back (Before You Leave)» (T & A Demo - Apr 8, 1990)           | 4:10     |  |
| 17.                                                                   | «Joyride» (Brian Malouf US Single Mix)                              | 4:04     |  |
| 18.                                                                   | «Fading Like a Flower (Every Time You Leave)» (Humberto Gatica Mix) | 3:56     |  |

| Joyride - Segundo vinilo de 12" de la edición especial del 30 aniversario lanzado en 2021 |                                                                                        |          |  |
| N.º                                                                                       | Título                                                                                 | Duración |  |
| 1.                                                                                        | «Soul Deep» (grabado originalmente en 1987; regrabado en 1991 para Joyride)            | 3:34     |  |
| 2.                                                                                        | «I Remember You»                                                                       | 3:54     |  |
| 3.                                                                                        | «Church Of Your Heart»                                                                 |          |  |
| 4.                                                                                        | «The Sweet Hello, The Sad Goodbye»                                                     | 4:47     |  |
| 5.                                                                                        | «Fading Like a Flower (Every Time You Leave)» (US Single Version, Humberto Gatica Mix) | 3:56     |  |
| 6.                                                                                        | «Joyride» (US Single Version, Brian Maloaf Mix)                                        | 4:04     |  |
| 7.                                                                                        | «Soul Deep» (Tom Lord-Alge Mix)                                                        | 3:37     |  |
| 8.                                                                                        | «Church Of Your Heart» (US Adult Contemporary Mix)                                     | 4:10     |  |
| 9.                                                                                        | «Hotblooded» (Live in Sydney - Dec 1991)                                               | 3:55     |  |
| 10.                                                                                       | «Fading Like a Flower (Every Time You Leave)» (Live in Sydney - Dec 1991)              | 4:10     |  |

| Joyride - Tercer vinilo de 12" de la edición especial del 30 aniversario lanzado en 2021 |                                                             |          |  |
| N.º                                                                                      | Título                                                      | Duración |  |
| 1.                                                                                       | «Joyride» (T & A Demo - May 23, 1990)                       | 4:17     |  |
| 2.                                                                                       | «Hotblooded» (T & A Demo - Jan 23, 1990)                    | 3:15     |  |
| 3.                                                                                       | «Fading Like a Flower» (T & A Demo - Aug 31, 1990)          | 3:27     |  |
| 4.                                                                                       | «Knockin' On Every Door» (T & A Demo - Aug 15, 1989)        | 3:48     |  |
| 5.                                                                                       | «Spending My Time» (T & A Demo - May 24, 1990)              | 4:15     |  |
| 6.                                                                                       | «I Remember You» (T & A Demo - Apr 1, 1990)                 | 3:33     |  |
| 7.                                                                                       | «Watercolours In The Rain» (T & A Demo - Jan 24, 1990)      | 4:02     |  |
| 8.                                                                                       | «The Big L.» (T & A Demo - Apr 1, 1990)                     | 3:52     |  |
| 9.                                                                                       | «(Do You Get) Excited?» (T & A Demo - Aug 19, 1989)         | 4:13     |  |
| 10.                                                                                      | «Small Talk» (T & A Demo - Aug 30, 1990)                    | 3:33     |  |
| 11.                                                                                      | «Church Of Your Heart» (T & A Demo - Jan 8, 1990)           | 3:14     |  |
| 12.                                                                                      | «Physical Fascination» (T & A Demo - Jan 3, 1990)           | 4:12     |  |
| 13.                                                                                      | «Things Will Never Be The Same» (T & A Demo - Jun 17, 1989) | 2:42     |  |
| 14.                                                                                      | «Perfect Day» (T & A Demo - Aug 23, 1990)                   | 3:46     |  |

| Joyride - Cuarto vinilo de 12" de la edición especial del 30 aniversario lanzado en 2021 |                                                                     |          |  |
| N.º                                                                                      | Título                                                              | Duración |  |
| 1.                                                                                       | «Sweet Thing» (T & A Demo - Oct 28, 1990)                           | 2:58     |  |
| 2.                                                                                       | «Seduce Me» (T & A Demo - Aug 22, 1990)                             | 3:55     |  |
| 3.                                                                                       | «Run Run Run» (T & A Demo - Jan 10, 1990)                           | 4:02     |  |
| 4.                                                                                       | «Things Will Never Be The Same» (T & A Demo - Sep 17, 1989)         | 5:02     |  |
| 5.                                                                                       | «Love Spins» (T & A Demo - Jan 3, 1990)                             | 3:30     |  |
| 6.                                                                                       | «Come Back (Before You Leave)» (T & A Demo - Apr 8, 1990)           | 4:02     |  |
| 7.                                                                                       | «The Sweet Hello, The Sad Goodbye» (T & A Demo - Mar 16, 1990)      | 4:37     |  |
| 8.                                                                                       | «Hotblooded» (T & A Demo - Dec 13, 1990)                            | 3:25     |  |
| 9.                                                                                       | «Things Will Never Be The Same» (T & A Demo - Dec 13, 1990)         | 3:12     |  |
| 10.                                                                                      | «Another Place, Another Time» (T & A Demo - Jan 11, 1990)           | 3:41     |  |
| 11.                                                                                      | «I Remember You» (T & A Demo - Mar 15, 1990)                        | 3:48     |  |
| 12.                                                                                      | «Queen of Rain» (T & A Demo - Jan 2, 1990)                          | 4:28     |  |
| 13.                                                                                      | «The Big L.» (T & A Demo - Mar 29, 1990)                            | 4:11     |  |
| 14.                                                                                      | «Joyrider» (T & A Demo - May 22, 1990; versión temprana de Joyride) | 3:46     |  |

## Créditos
Letra y música: 
- Canciones 01, 03, 04, 06, 08, 09, 11 al 14: Per Gessle.
- Canción 02: Letra de Per Gessle y música de Per Gessle y Marie Fredriksson.
- Canciones 05, 10 y 15: Letra de Per Gessle y música de Per Gessle y Mats Persson.
- Canción 07: Letra de Per Gessle y música de Marie Fredriksson.

Músicos:
- Per Gessle: guitarra rítmica, silbido, tambores y Armónica.
- Clarence Öfwerman: teclados, programación, piano, órgano Barrel y órgano Hammond.
- Anders Herrlin: programación y bajo.
- Jonas Isacsson: guitarras eléctricas de 6 y 12 cuerdas, guitarras acústicas de 6 y 12, guitarra slide , mandolina y armónica.
- Pelle Alsing: batería, baterías auxiliares y platillos.
- Staffan Öfwerman: coros.

## Ventas y posicionamiento
En 2006 EMI anunció que "Joyride" ha vendido más de 12 millones de copias en el mundo. Está incluido en la Lista de los 100 discos más vendidos de la historia.
| Sencillo             | Reino Unido | EE. UU. |
| -------------------- | ----------- | ------- |
| Joyride              | 4           | 1       |
| Fading Like A Flower | 12          | 2       |
| The Big L.           | 21          | -       |
| Spending My Time     | 22          | 32      |
| Church Of Your Heart | 21          | 36      |